# Hyalobathra dictatrix
Hyalobathra dictatrix là một loài bướm đêm trong họ Crambidae.